# Faladié
Faladié est une ville, siège de la commune de N'Tjiba, chef-lieu d'arrondissement dans le cercle de Kati et la région de Koulikoro au sud-ouest du Mali. 

## Géographie
Elle se trouve à 77 km au nord-ouest de la capitale malienne, Bamako. 

## Population
La population s'établissait à 3685 habitants au recensement de 2009. 

## Infrastructures et services
C'est un centre de service local, qui dispose d'écoles, d'un centre de santé, d'une pharmacie, d'un marché et d'une station essence .
Il s'y trouve un camp de déplacés, soit environ 2000 personnes venant pour la plupart de Djenné, de Bandiagara, de Koro ou encore de Douentza dans la région de Mopti, dans le centre du pays. Par ailleurs, une centaine de personnes viennent du Burkina-Faso,.